# Суперкубок Чехії з футболу
Суперку́бок Чехії з футбо́лу — одноматчевий турнір, у якому грають володар кубка Чехії та чемпіон попереднього сезону. У випадку, якщо кубок і чемпіонат виграла одна команда, то в суперкубку грають перша та друга команди чемпіонату.

## Фінали
| Рік  |                    | Рахунок      |                    |
| 2010 | Спарта (Прага)     | 1:0          | Вікторія (Пльзень) |
| 2011 | Вікторія (Пльзень) | 1:1 пен. 4:2 | Млада Болеслав     |
| 2012 | Слован (Ліберець)  | 0:2          | Сігма (Оломоуц)    |
| 2013 | Вікторія (Пльзень) | 2:3          | Бауміт             |
| 2014 | Спарта (Прага)     | 3:0          | Вікторія (Пльзень) |
| 2015 | Вікторія (Пльзень) | 2:1          | Слован (Ліберець)  |

## Переможці та фіналісти
| Клуб               | Перемоги | Фінали | Переможні роки | Фінальні роки    |
| ------------------ | -------- | ------ | -------------- | ---------------- |
| Вікторія (Пльзень) | 2        | 3      | 2011, 2015     | 2010, 2013, 2014 |
| Спарта (Прага)     | 2        | -      | 2010, 2014     | -                |
| Сігма (Оломоуц)    | 1        | -      | 2012           | -                |
| Бауміт             | 1        | -      | 2013           | -                |
| Слован (Ліберець)  | -        | 2      | -              | 2012, 2015       |
| Млада Болеслав     | -        | 1      | -              | 2011             |